# トルニオの戦い
トルニオの戦い（フィンランド語: Tornionlaakson taistelut）は、1944年に発生したラップランド戦争の戦い。これまでにもドイツ、フィンランド両軍の間にはタンネ・オスト作戦などの戦いは起こっていたが、これが初めての本格的な戦闘となった。
ドイツ軍はフィンランド軍に領土を渡しつつ、ドイツ占領下のノルウェーに向けて撤退中であった。ドイツの関心は既にフィンランドからソ連に委譲された、ニッケル鉱山のあるペツァモを保持することに移っていた。さらに、ドイツ軍とフィンランド軍はこれに先立つ継続戦争で共に戦っており、互いに友情を持っていた。そのため、このときまでのドイツ軍とフィンランド軍の戦闘はおためごかしのようなものであり、お互いに敵愾心を余り持っていなかった。
しかしながら、フィンランド軍はソ連との平和条約の中で、武力によって2ヵ月半以内にドイツ軍を追い出すことを求められており、フィンランド軍はゆるゆると撤退するドイツ軍を早期に撤退させる必要に駆られていた。このため、ヤルマル・シーラスヴオ中将はオウルからトルニオ近郊に陸海軍共同作戦で上陸し、同時に陸路ケミを攻撃する進攻作戦を計画し、命令した。フィンランド軍は対空砲を一門装備する3隻の輸送艦を使用した。スウェーデン国境に沿って撤退中のドイツ軍を分断させようというこの作戦の実行はドイツ軍を驚かせた。

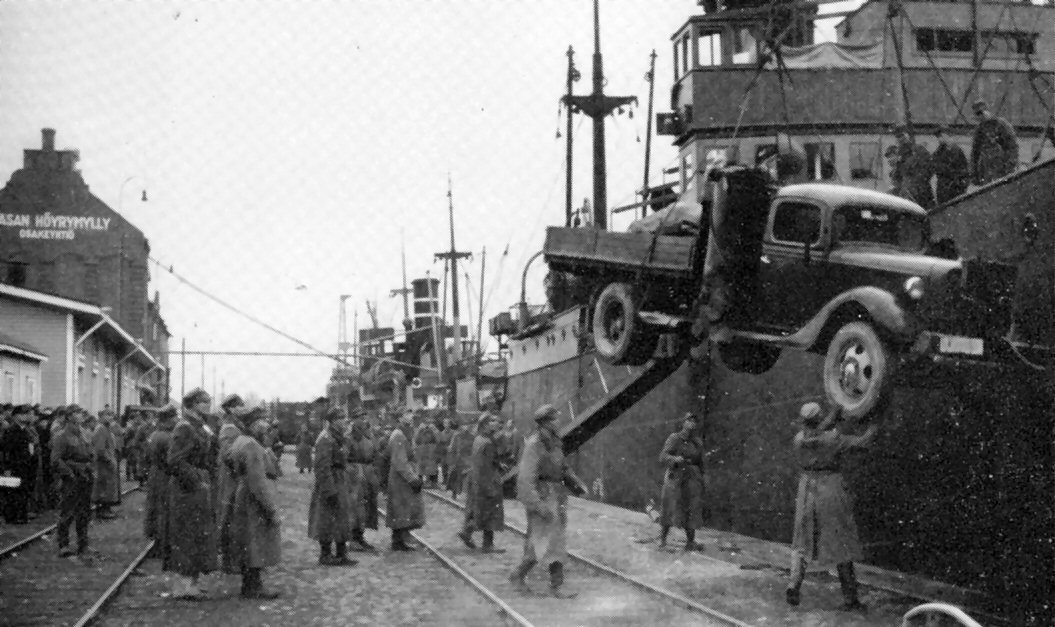
トルニオでの上陸

輸送艦は空海軍の支援を得て、オウルからトルニオの80マイルの距離を航行していた。幸い悪天候によってドイツ軍の爆撃隊は出撃していなかった。フィンランド第11連隊の上陸はロイッタ海岸で反撃も受けずに上陸し、同日にはトルニオの町を占拠した。町で防衛を行っていたドイツ軍はモッティ戦術で追い詰められ、降参した。フィンランド軍のトルニオ奪取によって退路を脅かされたドイツ軍は浮き足立った。
第15猟兵部隊はシモを通りケミに進攻した。しかし、こちらは橋にドイツ軍が地雷を仕掛け、吹き飛ばしたために進軍が遅れた。トルニオ鉄道橋はスウェーデンが戦争に介入するのを避けるために爆破されなかった。トルニオにフィンランド軍が上陸した翌日、ドイツ空軍が爆撃を行い、フィンランド軍に60人の犠牲を払わせ、成功裏に終わった。続いてドイツは反撃したが、フィンランド側は第二次揚陸兵や海軍の沿岸砲撃といった援護もありドイツ軍を撃退した。このときの成功によってトルニオ谷には記念碑が飾られている。

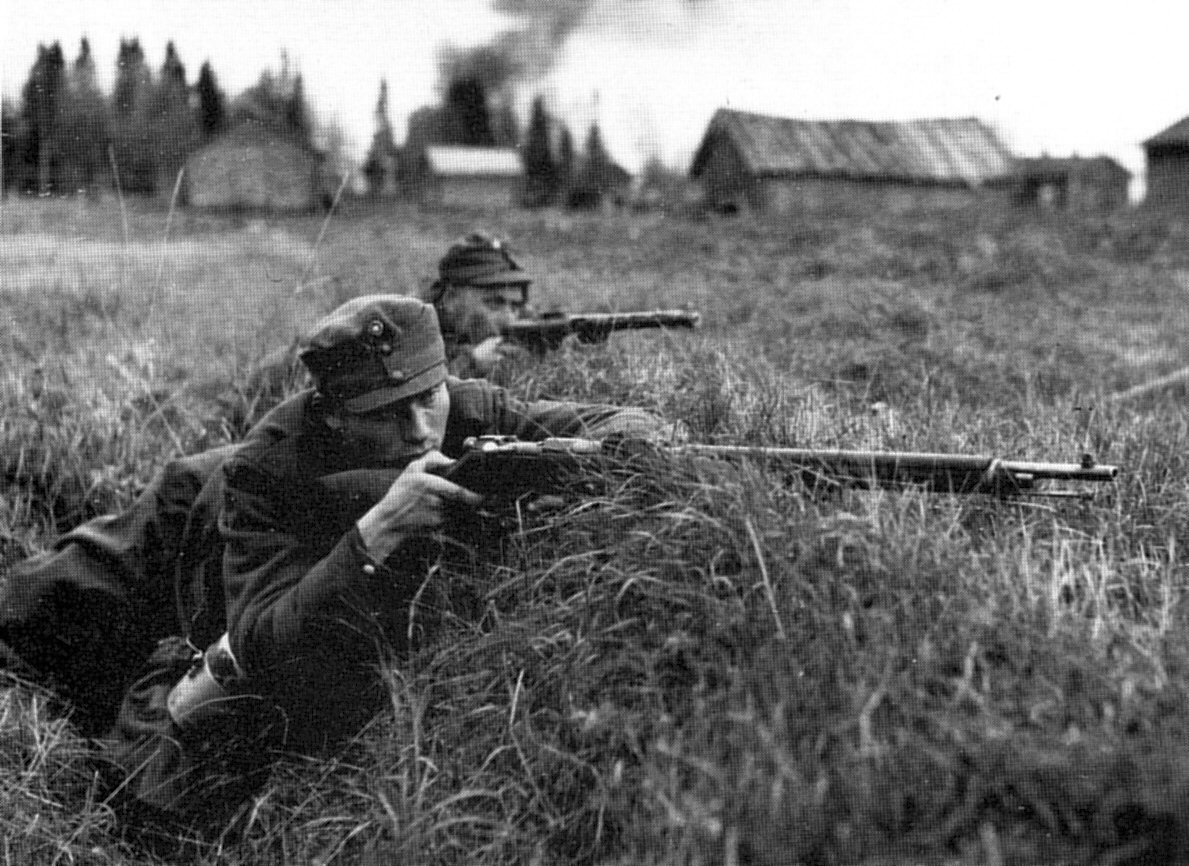

当初の計画ではフィンランド軍はケミ近郊でドイツ軍の退路を絶つ計画であった。しかしドイツ軍はロヴァニエミへの退路を隠すことに成功し秩序良く撤退した。一方、トルニオの奪取はドイツ軍をトルニオ川流域とキミヨキ川流域に分断することに成功した。道路の喪失によってドイツ軍はケミ近郊の軍に物資を送るためにロヴァニエミを通差なければならなくなった。これはドイツ軍にケミからの撤退を促した。10月8日にはケミ-トルニオの区画は奪取された。
北方にいたドイツの司令官ロタール・レンデュリックはフィンランド軍のトルニオでの上陸作戦強行は温厚に撤退しようとするドイツ軍に対する背信と考え、これが彼がラップランド地方全体に対する焦土作戦を命令する発端になったといわれている。事実、焦土作戦はラップランドで情勢が悪化した際に使うようにエデュアルト・ディートルが1942年に既に計画していたものであり、既に実行されていてもおかしくはなかった。
トルニオ攻撃はソ連に対してドイツと戦闘が行われていると証明した。また、フィンランドはドイツとの盟約を反故にし、敵対することができる、さらにそうしているのだということを国内外に知らしめた。しかし、その代償も大きいものであった。